# Fudbalski Klub Budućnost Podgorica 2009-2010
Questa voce raccoglie le informazioni riguardanti il Fudbalski Klub Budućnost Podgorica nelle competizioni ufficiali della stagione 2009-2010.

## Rosa
| N. |                       | Ruolo | Calciatore           |
| -- | --------------------- | ----- | -------------------- |
| 1  | Montenegro (bandiera) | P     | Miloš Dragojević     |
| 2  | Montenegro (bandiera) | D     | Nikola Vukčević      |
| 3  | Montenegro (bandiera) | D     | Slobodan Lakičević   |
| 4  | Montenegro (bandiera) | D     | Goran Perišić        |
| 6  | Montenegro (bandiera) | C     | Dražen Ajković       |
| 7  | Montenegro (bandiera) | C     | Ivan Delić           |
| 10 | Montenegro (bandiera) | C     | Nenad Brnović        |
| 11 | Montenegro (bandiera) | D     | Milan Đurišić        |
| 12 | Montenegro (bandiera) | P     | Miroslav Vujadinović |
| 14 | Montenegro (bandiera) | C     | Petar Vukčević       |

| N. |                       | Ruolo | Calciatore       |
| -- | --------------------- | ----- | ---------------- |
| 16 | Montenegro (bandiera) | D     | Milan Radulović  |
| 17 | Serbia (bandiera)     | C     | Slobodan Mazić   |
| 20 | Montenegro (bandiera) | A     | Dragan Bošković  |
| 22 | Montenegro (bandiera) | D     | Jovan Nikolić    |
| 23 | Ghana (bandiera)      | C     | Abraham Kudemor  |
| 24 | Montenegro (bandiera) | A     | Ivan Vuković     |
| 25 | Montenegro (bandiera) | A     | Fatos Bećiraj    |
| 27 | Montenegro (bandiera) | P     | Mileta Radulović |
| 37 | Serbia (bandiera)     | D     | Goran Adamović   |
| -  | Serbia (bandiera)     | A     | Ilija Stolica    |